# Jysk Akademisk Idrætsforening
Jysk Akademisk Idrætsforening (JAI) er en idrætsklub i Aarhus, der er udsprunget fra Aarhus Universitet. Klubbens bedste fodboldhold spiller i foråret 2017 i JBU's serie 2. Udover fodbold har klubben også afdelinger for håndbold, hvor førsteholdet for herrer spiller i 2. division, mens damernes førstehold spiller i 3. division.

## Historie
Klubben blev officielt etableret 11. marts 1943, hvor man fra starten havde afdelinger for fodbold, håndbold og atletik. En forløber for foreningen fandtes i perioden 1930-1937, men denne periode regnes ikke med i den officielle historie for klubben.
JAI har haft et klubblad ved navn Tåhyleren siden 1974.